# Greece (Nueva York)
Greece es un pueblo ubicado en el condado de Monroe en el estado estadounidense de Nueva York. En el año 2000 tenía una población de 101,978 habitantes y una densidad poblacional de 766 personas por km².

## Geografía
Greece se encuentra ubicado en las coordenadas 43°12′34″N 77°41′43″O / 43.20944, -77.69528.

## Demografía
Según la Oficina del Censo en 2000 los ingresos medios por hogar en la localidad eran de $48,355, y los ingresos medios por familia eran $57,102. Los hombres tenían unos ingresos medios de $41,563 frente a los $29,864 para las mujeres. La renta per cápita para la localidad era de $22,614. Alrededor del 4.8% de la población estaban por debajo del umbral de pobreza.